# Port-Villez
Port-Villez est une ancienne commune française du département des Yvelines, dans la région Île-de-France, devenue le 1er janvier 2019 une commune déléguée au sein de la commune nouvelle de Notre-Dame-de-la-Mer,.
Ses habitants sont appelés les Villezportains.

## Géographie

### Situation
Port-Villez est située à l'extrême nord-ouest du département des Yvelines à la limite de l'Eure, à 5 km au sud-est de Vernon,  19 km au nord-ouest de Mantes-la-Jolie, chef-lieu d'arrondissement et à 61 km au nord-ouest de Versailles, préfecture du département.
Elle se trouve sur la rive gauche de la Seine, avec une petite enclave sur la rive droite au droit de Giverny, constituée par une partie de la « Grande île »  formant le confluent entre la Seine et l'Epte.

### Communes voisines
Le territoire est limitrophe de Vernon au nord-ouest et de Giverny au nord-est, la limite entre Giverny et la « Grande île » suivant le cours de l'Epte (ces deux communes appartiennent au département de l'Eure), de Limetz-Villez à l'est, dont elle est séparée par la Seine, de Jeufosse au sud-est, de Blaru au sud-ouest.

### Lieux-dits et écarts
- Le Grand Val, le Chène Godon (partagé avec Blaru), Notre-Dame de la Mer (partagé avec Jeufosse).

### Relief et géologie
Très boisé (le bois de Port-Villez couvre environ 80 % de sa superficie), le territoire situé dans la concavité d'un méandre de la Seine, est très accidenté. Le bord du fleuve qui laisse juste la place aux voies de communication, route et voie ferrée, est adossé à une falaise imposante.
L'habitat se répartit entre le bord du fleuve, à une vingtaine de mètres d'altitude, dans le bourg et le hameau du Grand Val en limite de Vernon, et le plateau à 130 mètres d'altitude environ pour les hameaux du Chêne Godon à l'ouest et de Notre-Dame-de-la-Mer au sud.

### Voies de communication et transports

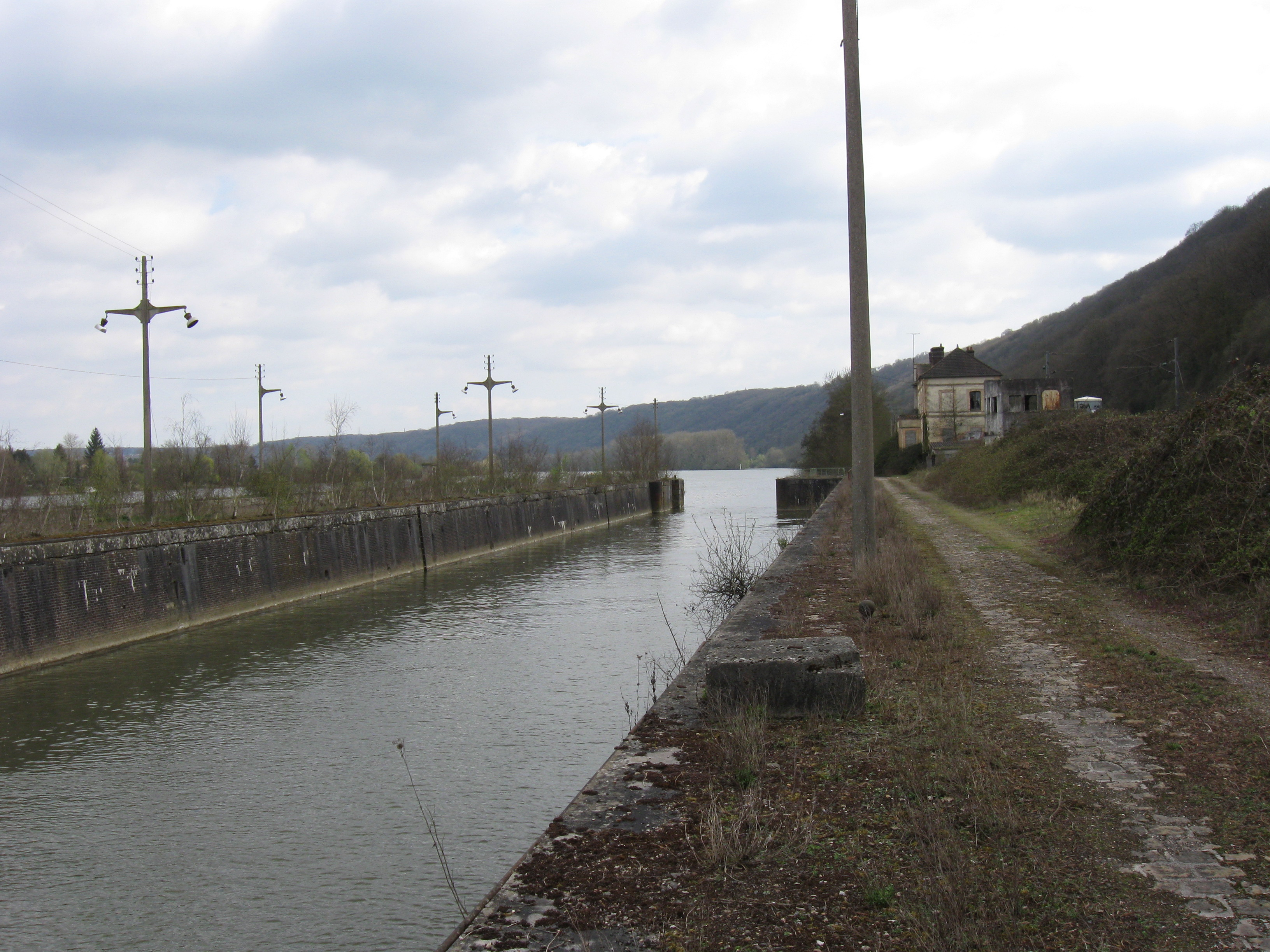
L'ancien barrage-écluse.

La route départementale 915, qui relie Bonnières-sur-Seine à Rouen, traverse Port-Villez en suivant le bord de Seine et constitue la rue principale du bourg. 
La RD 89, qui se détache de la précédente un peu en aval du bourg, relie le bord de la Seine au plateau et au secteur de Notre-Dame-de-la-Mer.
Sur le plan ferroviaire, la voie ferrée Paris-Saint-Lazare - Rouen traverse le territoire parallèlement à la RD 915, implantée entre celle-ci et la rive du fleuve.
Une halte voyageurs était desservie par quelques trains TER Normandie jusqu'au 14 décembre 2008. La desserte a été supprimée à cette date dans le cadre du cadencement des trains en Île-de-France, à cause de sa trop faible fréquentation (5 voyageurs par jour) et de ses quais trop courts pour accueillir les nouveaux matériels du TER Normandie. La desserte par les bus Transilien SNCF est maintenant assurée au départ de la gare de Bonnières.
Sur le bord de la Seine subsiste une écluse désaffectée située en amont du bourg. C'est le dernier vestige de l'ancien barrage-écluse de Port-Villez construit en 1874 et supprimé dans les années 1960.

### Occupation des solssimplifiée
Le territoire de la commune se compose en 2017 de 91,66 % d'espaces agricoles, forestiers et naturels, 2,02 % d'espaces ouverts artificialisés et 6,32 % d'espaces construits artificialisés.

## Toponymie
Le nom de la localité est attesté sous la forme Portus-Villaris.
En 1140, l'abbé Suger fait établir un bac au gué près du village, là où la route franchit le fleuve. Port-Villez doit son nom à cet ancien bac qui assurait la communication avec Limetz-Villez sur l'autre rive.

## Histoire
- Site habité depuis l'époque du Néolithique comme le montrent les outils de silex qui ont été retrouvés.
- Oppidum gaulois [7].
- Possession de la famille de Tilly du XVe siècle à la Révolution[Laquelle ?], puis au XIXe siècle après la Restauration.

## Politique et administration

### Liste des maires
| Période                                  | Période       | Identité          | Étiquette | Qualité |
| ---------------------------------------- | ------------- | ----------------- | --------- | ------- |
| Les données manquantes sont à compléter. |               |                   |           |         |
| mai 1925                                 |               | Léon Baudry       |           |         |
| Les données manquantes sont à compléter. |               |                   |           |         |
| mars 2001                                | décembre 2018 | Michel Chevallier |           |         |

### Liste des maires délégués
| Période      | Période                        | Identité          | Étiquette | Qualité |
| ------------ | ------------------------------ | ----------------- | --------- | ------- |
| janvier 2019 | En cours (au 1er janvier 2019) | Michel Chevallier |           |         |

## Population et société

### Démographie
L'évolution du nombre d'habitants est connue à travers les recensements de la population effectués dans la commune depuis 1793. Pour les communes de moins de 10 000 habitants, une enquête de recensement portant sur toute la population est réalisée tous les cinq ans, les populations de référence des années intermédiaires étant quant à elles estimées par interpolation ou extrapolation. Pour la commune, le premier recensement exhaustif entrant dans le cadre du nouveau dispositif a été réalisé en 2005.

En 2016, la commune comptait 245 habitants, en évolution de −0,41 % par rapport à 2010 (Yvelines : +2,72 %, France hors Mayotte : +2,11 %).
| 1793 | 1800 | 1806 | 1821 | 1831 | 1836 | 1841 | 1846 | 1851 |
| ---- | ---- | ---- | ---- | ---- | ---- | ---- | ---- | ---- |
| 155  | 180  | 179  | 202  | 199  | 189  | 210  | 213  | 181  |

| 1856 | 1861 | 1866 | 1872 | 1876 | 1881 | 1886 | 1891 | 1896 |
| ---- | ---- | ---- | ---- | ---- | ---- | ---- | ---- | ---- |
| 176  | 174  | 254  | 252  | 183  | 198  | 197  | 329  | 278  |

| 1901 | 1906 | 1911 | 1921 | 1926 | 1931 | 1936 | 1946 | 1954 |
| ---- | ---- | ---- | ---- | ---- | ---- | ---- | ---- | ---- |
| 177  | 177  | 188  | 156  | 163  | 156  | 140  | 192  | 224  |

| 1962 | 1968 | 1975 | 1982 | 1990 | 1999 | 2005 | 2006 | 2010 |
| ---- | ---- | ---- | ---- | ---- | ---- | ---- | ---- | ---- |
| 172  | 178  | 183  | 168  | 164  | 176  | 211  | 217  | 246  |

| 2015 | 2016 | - | - | - | - | - | - | - |
| ---- | ---- | - | - | - | - | - | - | - |
| 244  | 245  | - | - | - | - | - | - | - |

### Pyramide des âges en 2007
| Hommes | Classe d’âge | Femmes |
| ------ | ------------ | ------ |
| 0,0    | 90 ans ou +  | 0,0    |
| 1,9    | 75 à 89 ans  | 2,8    |
| 13,6   | 60 à 74 ans  | 10,2   |
| 26,2   | 45 à 59 ans  | 24,1   |
| 25,2   | 30 à 44 ans  | 26,9   |
| 19,4   | 15 à 29 ans  | 13,9   |
| 13,6   | 0 à 14 ans   | 22,2   |

| Hommes | Classe d’âge | Femmes |
| ------ | ------------ | ------ |
| 0,3    | 90 ans ou +  | 0,9    |
| 4,3    | 75 à 89 ans  | 6,6    |
| 11,2   | 60 à 74 ans  | 11,6   |
| 20,3   | 45 à 59 ans  | 20,7   |
| 22,1   | 30 à 44 ans  | 21,5   |
| 19,9   | 15 à 29 ans  | 18,9   |
| 21,9   | 0 à 14 ans   | 19,8   |

La population de la commune est relativement jeune. Le taux de personnes d'un âge supérieur à 60 ans (14,2 %) est en effet inférieur au taux national (21,6 %) et au taux départemental (17,5 %).
À l'instar des répartitions nationale et départementale, la population féminine de la commune est supérieure à la population masculine. Le taux (51,2 %) est du même ordre de grandeur que le taux national (51,6 %).
La répartition de la population de la commune par tranches d'âge est, en 2007, la suivante :

## Économie
- Agriculture et sylviculture.

## Culture locale et patrimoine

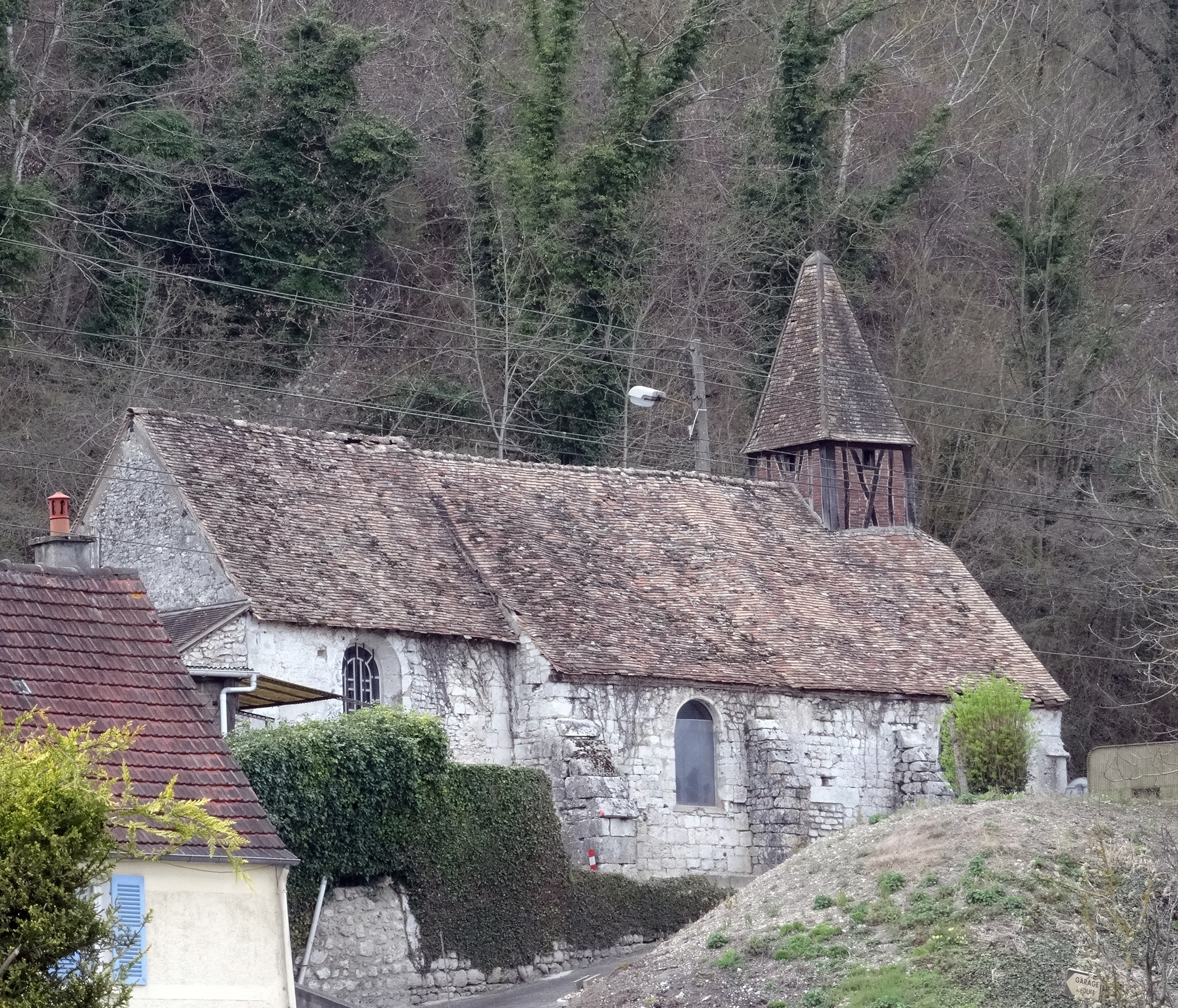
L'église Saint-Pierre.

### Lieux et monuments
- L'église Saint-Pierre.

Petite église de style roman, en pierre calcaire, datant du XIIe siècle, à clocher à colombage. Édifice restauré en 1957.
- La maison de l'éclusier.

Bâtiment en pierre du XIXe siècle (le barrage-écluse est désaffecté depuis la construction du barrage de Méricourt).
- Le site archéologique du « camp de César ».

Situé à la pointe de l'éperon séparant la vallée de la Seine du vallon du « Grand Val d'Aconville», site occupé depuis le Néolithique jusqu'au haut Moyen Âge.

### Patrimoine naturel
- Les coteaux de la Seine de Jeufosse à Port-Villez.

Ils représentant au total une centaine d'hectares, sont inclus dans le site Natura 2000 des « Coteaux et Boucles de la Seine » (code FR1100797). Il s'agit de coteaux en pente raide sur substrat de craie blanche à silex et talus d'éboulis, excluant du fait de la pente pratiquement toute activité humaine, couverts d'une forêt de pente ou de ravin avec la présence d'espèces submontagnardes.
Le sisymbre couché, Sisymbrium supinum.
plante sauvage de la famille des Brassicacées, avait disparu de la commune de Port-Villez dans les années 1980, probablement par suite de travaux de voirie qui avaient fait disparaître son habitat naturel en bord de Seine, sur les berges sablo-limoneuses.
Des carottages dans les berges ont permis de retrouver, fin 2003, des graines âgées de plusieurs décennies enfouies dans le sol profond, mais qui ont gardé leur pouvoir germinatif. Si bien que la réintroduction de cette espèce protégée dans son site historique est envisagée sous l'égide du conservatoire botanique national du Bassin parisien (CBNBP).
Un arbre remarquable, le « chêne Monsieur », situé en bordure de la route du même nom, aurait plus de 700 ans.

### Port-Villez dans les Arts

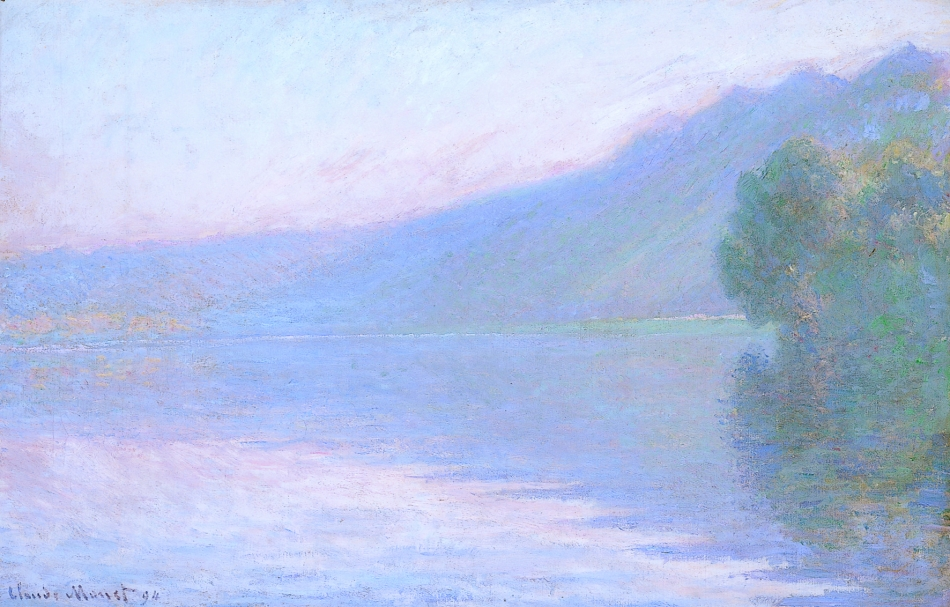
La Seine à Port-Villez, 1894, Tate Gallery, Londres.

- Le site de Port-Villez a été peint par Claude Monet (La Seine à Port-Villez, 1894, Tate Gallery, Londres).